# Osnabrock (Dakota del Norte)
Osnabrock es una ciudad ubicada en el condado de Cavalier en el estado estadounidense de Dakota del Norte. En el censo de 2010 tenía una población de 134 habitantes y una densidad poblacional de 171,32 personas por km².

## Geografía
Osnabrock se encuentra ubicada en las coordenadas 48°40′13″N 98°8′58″O / 48.67028, -98.14944. Según la Oficina del Censo de los Estados Unidos, Osnabrock tiene una superficie total de 0.78 km², de la cual 0.78 km² corresponden a tierra firme y (0.66%) 0.01 km² es agua.

## Demografía
Según el censo de 2010, había 134 personas residiendo en Osnabrock. La densidad de población era de 171,32 hab./km². De los 134 habitantes, Osnabrock estaba compuesto por el 96.27% blancos, el 0% eran afroamericanos, el 2.24% eran amerindios, el 0% eran asiáticos, el 0% eran isleños del Pacífico, el 0% eran de otras razas y el 1.49% pertenecían a dos o más razas. Del total de la población el 0.75% eran hispanos o latinos de cualquier raza.